# Law & Order (12.ª temporada)
A décima segunda temporada da série americana Law & Order foi exibida do dia 26 de setembro de 2001 até o dia 22 de maio de 2002. Transmitida pelo canal NBC, a temporada teve 24 episódios.

## Episódios
| #T | #S  | Título                  | Transmissão original  | Notas |
| -- | --- | ----------------------- | --------------------- | --- |
| 1  | 254 | "Who Let the Dogs Out?" | 26 de setembro, 2001  | Baseado no caso Diane Whipple.                                                                             |
| 2  | 255 | "Armed Forces"          | 3 de outubro, 2001    | Baseado na controvérsia envolvendo o senador Bob Kerrey.                                                   |
| 3  | 256 | "For Love or Money"     | 10 de outubro, 2001   | |
| 4  | 257 | "Soldier of Fortune"    | 24 de outubro, 2001   | Baseado nos esquemas dos diamantes de sangue vendidos para financiar guerras civis na África.              |
| 5  | 258 | "Possession"            | 31 de outubro, 2001   | |
| 6  | 259 | "Formerly Famous"       | 7 de novembro, 2001   | Baseado no caso Robert Blake/Bonnie Lee Bakley.                                                            |
| 7  | 260 | "Myth of Fingerprints"  | 14 de novembro, 2001  | Baseado no escândalo envolvendo Joyce Gilchrist na cidade de Oklahoma.                                     |
| 8  | 261 | "The Fire This Time"    | 21 de novembro, 2001  | Baseado nos casos de incêndio envolvendo as organizações Earth Liberation Front e Animal Liberation Front. |
| 9  | 262 | "3 Dawg Night"          | 28 de novembro, 2001  | Baseado no tiroteio na boate de Nova Iorque de Sean "P. Diddy" Combs.                                      |
| 10 | 263 | "Prejudice"             | 12 de dezembro, 2001  | |
| 11 | 264 | "The Collar"            | 9 de janeiro, 2002    | Inspirado no ataque e roubo de um apdre na Escola Preparatória de Don Bosco.                               |
| 12 | 265 | "Undercovered"          | 16 de janeiro, 2002   | |
| 13 | 266 | "DR 1-102"              | 30 de janeiro, 2002   | |
| 14 | 267 | "Missing"               | 6 de fevereiro, 2002  | Baseado no suposto envolvimento de Gary Condit na morte de Chandra Levy.                                   |
| 15 | 268 | "Access Nation"         | 27 de fevereiro, 2002 | |
| 16 | 269 | "Born Again"            | 6 de março, 2002      | Baseado no caso Candace Newmaker.                                                                          |
| 17 | 270 | "Girl Most Likely"      | 27 de março, 2002     | |
| 18 | 271 | "Equal Rights"          | 3 de abril, 2002      | Baseado no escândalo da Enron.                                                                             |
| 19 | 272 | "Slaughter"             | 10 de abril, 2002     | |
| 20 | 273 | "Dazzled"               | 24 de abril, 2002     | |
| 21 | 274 | "Foul Play"             | 1 de maio, 2002       | Baseado parcialmente no escândalo envolvendo a idade de Danny Almonte.                                     |
| 22 | 275 | "Attorney Client"       | 8 de maio, 2002       | |
| 23 | 276 | "Oxymoron"              | 15 de maio, 2002      | Inspirado no tráfico de ecstasy de Salvatore Gravano.                                                      |
| 24 | 277 | "Patriot"               | 22 de maio, 2002      | |

A denominação #T corresponde ao número do episódio na temporada e a #S corresponde ao número do episódio ao total na série

## Elenco

### Law
- Jerry Orbach - Detetive Lennie Briscoe
- Jesse L. Martin - Detetive Ed Green
- S. Epatha Merkerson - Tenente Anita Van Buren

### Order
- Sam Waterston - Jack McCoy
- Elisabeth Röhm - Serena Southerlyn
- Dianne Wiest - Nora Lewin